# Ari Torniainen
Ari Juhani Torniainen, född 15 mars 1956 i Villmanstrand, är en finländsk politiker (Centern). Han är ledamot av Finlands riksdag sedan 2011.
Torniainen blev omvald i riksdagsvalet 2015 med 5 412 röster från Sydöstra Finlands valkrets.